# Răscoala Țărănească din 1907
Răscoala țărănească din 1907 a început în data de 21 februarie (8 februarie s.v.) 1907 în Flămânzi, Botoșani și s-a răspândit, în perioada următoare, în toată țara. Răscoala a fost înfrântă de guvern, reprimarea ei de către armată soldându-se cu morți și răniți. Cauzele sunt, încă, controversate : au fost ani cu recolte mult mai slabe (ex. 1899, 1904), țărănimea își mărea constant suprafața agricolã, în detrimentul marii proprietăți, marea majoritate a țărănimii nu participă la revoltă, indivizi ce nu erau muncitori agricoli participă la evenimente, au fost mobilizați zeci de mii de țărani, ca soldați, ce nu au susținut revolta, din contră. Aceste aspecte nu scuză însă nici represiunea brutală care a urmat și nici numărul de morți.
După modul cum s-a extins și conform declarațiilor celor ce au luat parte la evenimente, socialiștii au avut un rol important în organizarea de agitatori și propagandă (ex. Adevărul, pe atunci de factură socialistă, ziarul Dimineața, C. Mille, Dobrogeanu Gherea, Octav Băncilă, Cristian Rakovski, etc), pe modelul celor executate în Imperiul Rus.

## Cauze
În acea perioadă, în teritoriile românești (ale României până în 1918: Țara Românească și Moldova) țăranii dețineau pământul în comun și acesta nu putea fi înstrăinat, iobăgia era absentă și taxele percepute de domnitori de la țărani erau destul de mici, majoritatea fondurilor provenind din taxele vamale de tranzit sau import-export. Invazia și cucerirea principatelor de către turcii otomani va duce la schimbarea radicală, în sensul rău, a situației pre-existente: în căutare de fonduri pentru plata tributului, clasa boierească va introduce birul și iobăgia (servitutea, statutul de șerb). La mijlocul secolului al XVIII-lea, pentru o scurtă perioadă, iobăgia a fost abolită, însă instituția corvoadei a rămas; iobăgia va fi reintrodusă o dată cu transformarea agriculturii dintr-o formă agro-pastorală într-o agricultură cerealieră, destinată exporturilor, la începutul secolului al XIX-lea. Odată cu deschiderea comerțului în Marea Neagră de către vasele de război britanice, franceze și rusești, în 1828 (după bătălia navală de la Navarino), și perspectiva atrăgătoare a exporturilor, boierii români devin proprietarii pământurilor din simpli colectori de taxe.

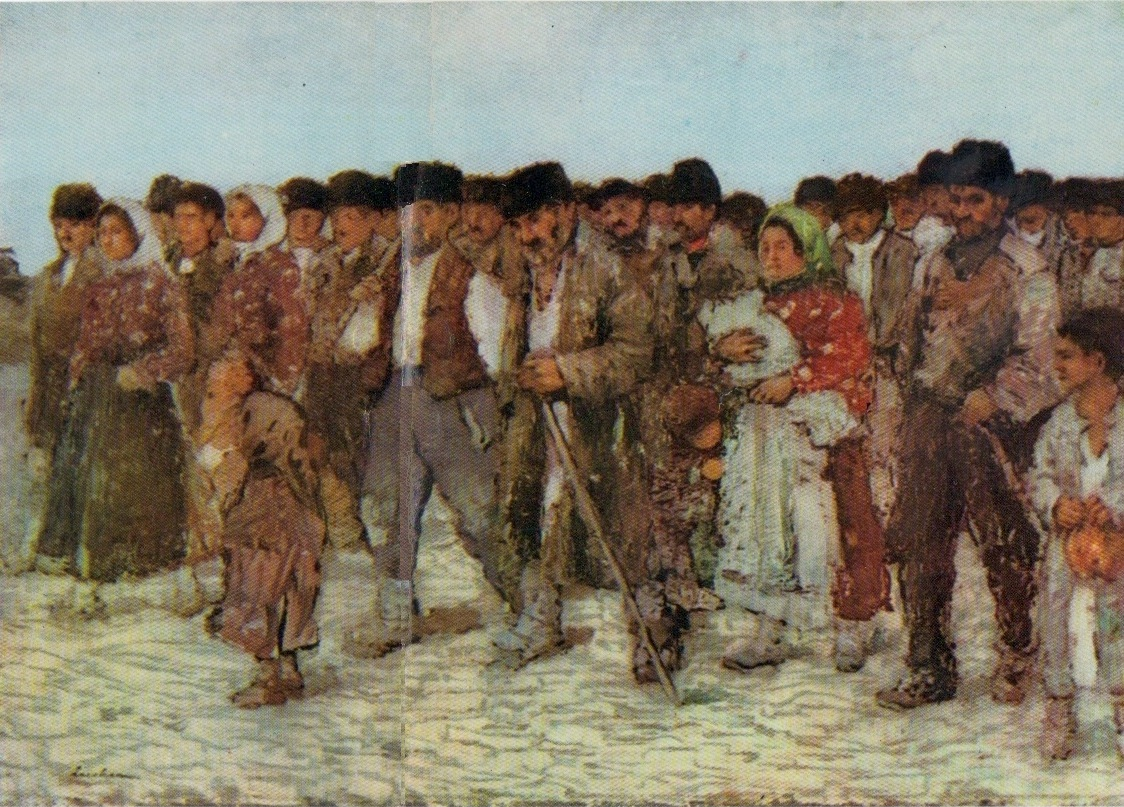
Ștefan Luchian, La împărțitul porumbului, care reprezintă un grup de țărani îndreptându-se spre conac pentru a primi rațiile de porumb.

Iobăgia este din nou abolită odată cu reforma agrară din 1864, care transformă definitiv pământul în proprietate privată, satele devălmașe (proprietatea comună a pământului) fiind desființate. Cu această ocazie boierii au primit pământul cel mai fertil, țăranii posedând prea puțin pentru a putea supraviețui de pe lotul lor de pământ, obligați fiind astfel să muncească pe pământul boierilor pentru o cotă-parte din recoltă. Acest sistem agrar permitea boierilor să exporte cereale, sistemul astfel constituit fiind numit neo-iobăgie (Mytrani, 1951:27): țăranii erau obligați să muncească întâi pământul boierilor, și doar după aceea pe propria fâșie de pământ. Asta făcea ca, în perioada recoltei, țăranii sã fie obligați să muncească întâi pentru profitul boierilor, și doar după aceea și dacă mai rămânea timp, înainte de îngheț sau ploi devastatoare, să culeagă și recolta de pe propriul lor pământ. Țăranii își asumau astfel cele mai mari riscuri în agricultură, aceștia folosind propriile lor unelte pentru muncă, adesea fiind obligați să împrumute cereale la niveluri cămătărești de dobândă, pentru a-și hrăni familiile și a-și asigura semințele pentru semănatul din primăvara următoare. Sistemul asigura astfel îndatorarea din ce în ce mai accentuată a țărănimii. În plus, prin măsurători incorecte, țăranii erau adesea pur și simplu furați de către oamenii boierilor (arendași), administrația lăsând însă furtul nepedepsit, pentru că trăgea avantaje din situația dată, ea fiind de partea arendașilor. În 1905, aproximativ jumătate (48,7%) din pâmântul cultivabil era în proprietatea a 0,6% dintre proprietarii de pământ, acest teren cultivabil fiind în proprietatea coroanei (monarhului), a câtorva mii de familii de boieri care-și duceau viețile în capitală și marile orașe, și a Bisericii Ortodoxe Române (mânăstirilor), în timp ce restul de 95,4% din proprietari (aproximativ un million de familii) erau țărani, aceștia deținând 51,3% din pământul arabil. Sistemul agrar din perioada premergătoare Marii Răscoale (1907 a fost doar una dintr-o serie de răscoale țărănești, care au fost însă reprimate în fașă, ele necăpătând caracterul general al celei mai mari dintre ele: 1888, 1889, 1900) mai avea o trăsătură care a fost de natură de a duce exploatarea țărănimii până peste limitele suportabilului: totalitatea pământurilor în proprietatea coroanei și majoritatea pământurilor în proprietatea Bisericii Ortodoxe erau date în arendă, la fel ca cea mai mare parte din pământul aflat în proprietatea boierilor; aproape 59% din întreg pământul arabil al moșierilor se afla în regim de arendă. Arendașul plătea o sumă fixă pentru pământul în chirie și administrație, încercând apoi să scoată un profit maxim prin exploatarea țăranilor. În Moldova, de unde a izbucnit răscoala, 40% dintre arendași erau evrei și alți 10% indivizi de altă etnicitate decât cea română. În România anului 1905, neoiobăgia prevala și disparitatea între marea și mica proprietate era fără egal în Europa, chiar și atunci când considerăm Rusia.
Majoritatea marilor proprietari funciari în anii premergători răscoalei preferau să locuiască în orașe, și nu doreau să se ocupe direct de administrația proprietăților lor. Prin urmare, închiriau domeniile lor unor intermediari (arendași), primind în schimb o sumă fixă (arendă). Arendașii, la rândul lor, încercau să obțină profituri cât mai mari într-o perioadă cât mai scurtă de timp. În acea perioadă țăranii formau până la 80% din populația României și circa 60% aveau pământ foarte puțin sau nu aveau deloc, în timp ce latifundiarii aveau mai mult de jumătate din pământul arabil. În opinia majorității experților, chiar și după mai bine de un deceniu de la marea răscoală, România rămânea o țară primitivă, cu un analfabetism situat undeva între 43 și 60 procente, cu o mortalitate infantilă de 17,4 %, un venit pe cap de locuitor de 60 dolari, în care 80 % din populație trăia sub limita săraciei, țăranii fiind marile victime și perdanți ai sistemului. Nicolae Iorga însuși considera dealtfel că țărănimea română era cea mai primitivă din toată Europa, și că nici măcar în Turcia această clasă n-a fost lăsată atât de mult în urmă ca aceea din Regatul României.
S-a încercat în epocă, în anumite medii, să se dea o tentă antisemită răscoalei, prin afirmația că evreii ar fi fost de vină pentru asuprirea cruntă a țăranilor. În realitate, puțini erau evreii care se ocupau cu arenda, iar în țară erau și mulți arendași români.  Dacă răscoala ar fi fost o mișcare antisemită, ea ar fi trebuit să se limiteze la nordul Moldovei, unde arendașii evrei predominau. Ori, răscoala s-a extins în zone cu foarte puțini arendași evrei, printre care și Oltenia, unde s-a atins chiar apogeul și unde represiunea a fost deosebit de feroce. În opinia unor istorici, răscoala a fost deci o mișcare socială, și nicidecum una xenofobă, o mișcare pentru care proprietarii și arendașii - arendașii evrei și arendașii români deopotrivă – sunt în egală măsură răspunzători. Alți istorici subliniază însă faptul că răscoala a început în nordul Moldovei, acolo unde evreii controlau peste 40% din pământurile moșiilor și un sfert din tot pământul, răscoala însăși fiind inițial direcționată contra evreilor. 
Că răscoala a început în Moldova, adică acolo unde arendașii evrei predominau (40% dintre arendași), este perfect explicabil: factorul etnic și religios n-a făcut decât să întărească frustrarea maselor de țărani români exploatați crunt de-un sistem injust, așa cum se întâmplă peste tot unde nemulțumirea economică este complicată de componente etnice și religioase cu rol de factor agravant. Cât timp antisemitismul românesc în epoca modernă a avut în mod sistematic și o cauzalitate economică, alături de mai vechile prejudecăți religioase sau xenofobe, ar fi practic o minune ca inversul să nu fie și el valabil, și atunci când crizele economice lovesc o populație, antisemitismul - sau orice altă formă de xenofobie relevantă - să nu se adauge și el ca factor agravant.

## Desfășurare

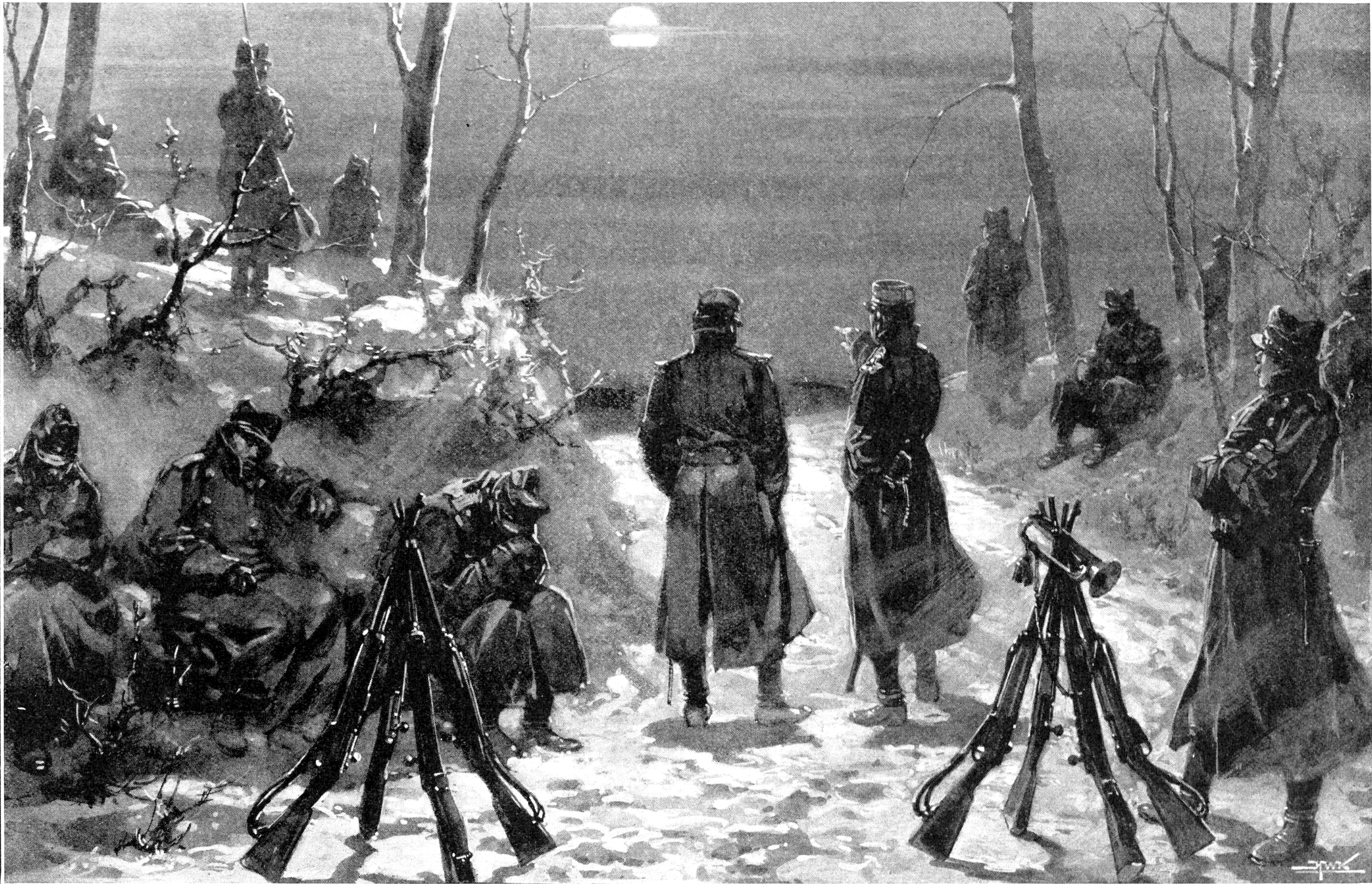
Un pichet de avertizare al armatei lângă Brăila.

Principala cauză s‑a datorat incapacității instituțiilor statului de a supraveghea respectarea legii în domeniul contractelor agricole ce aveau rolul de a intermedia înțelegerile dintre proprietari și țărani . Spre exemplu, în județul Iași prefectul Constantin Stere se întelege cu arendașii și muncitorii agricoli pentru scăderea/revenirea la un preț de 35-40 lei pe hectar dezamorsând conflictul.
Potrivit istoricilor Dinu C. Giurescu și Constantin C. Giurescu, în anii în care recoltele au fost îmbelșugate (între 1902 și 1905), moșierii au crescut arenzile foarte mult, o dată cu ele crescând și exploatarea țăranilor, astfel încât nemulțumirea lor a crescut și ea, fapt care a dus în cele din urmă, în martie 1907, la răscoală. Cei doi istorici români arată că tulburările au început „în partea de miazănoapte a Moldovei, unde arendașii erau puternici”, și spune că numai trustul fraților Fischer, care deținea moșii și păduri, totaliza 236.863 hectare, adică 2.368 kmp, ceea ce reprezenta aproape suprafața unui județ întreg, arendând la acea vreme circa 75% din pământul arabil din trei județe din Moldova (așa-numita „Fischerland”).
Mochi Fischer poseda cel mai mare trust arendășesc din țară, având în arendă 11 moșii între care și moșia Flămânzi. Pe data de 1 septembrie 1906, Mochi Fischer reînnoi pentru încă 7 ani contractul de arendare pe care-l avea pentru moșia Flămânzi cu mandatarul legal din România al boierului Mihalaki Sturdza, adică până în anul 1914. Un cumnat al lui Mochi Fischer, pe nume Berman Juster, care uneori era un asociat al său, a încercat de această dată să-l concureze și să-i smulgă moșia Flămânzi. Pentru aceasta s-a deplasat la Dieppe și i-a oferit lui Mihalaki Sturdza o sumă cu 60.000 lei peste valoarea contractului deja semnat în România de prepusul său, obținând de la acesta un alt contract de arendare. Mochi Fischer a supralicitat, oferind alți 60.000 lei boierului Mihalaki Sturdza și garanția că în cazul pierderii unui eventual proces cu Berman Juster, el, Mochi Fischer, va suporta toate consecințele financiare. În final, pe data de 20 ianuarie 1907, Mochi Fisher a avut câștig de cauză în Tribunal. Între timp, încheierea contractelor de subarendare cu țăranii din cele 22 de sate care formau moșia Flămânzi, de care depindea viața acestora și a familiilor lor, erau suspendate în așteptarea rezolvării disputei din justiție. Mochi Fisher pretindea că procesul l-ar fi costat 1.000.000 de lei. Țăranii, deși neorganizați formal, prin solidaritatea impusă de interesul comun, se aflau într-o înaltă stare de tensiune și alarmă. În satele moșiei Flămânzi se organizaseră pichete de țărani care să-i împiedice pe agenții arendașului de a exercita presiuni asupra celor slabi de înger, în scopul spargerii solidarității cu privire la condițiile învoielilor ce urmau să se încheie.
În „Raportul către Prefectul Județului Botoșani al Inspectorului Comunal al Plășii Hârlău, care comunică rezultatele cercetărilor întreprinse în urma telegramei lui Gheorghe Gh. Constantinescu” se detaliază evenimentele ce au dus la izbucnirea răscoalei, precum și trupele trimise pentru a restabili ordinea:
„În ziua de 4 februarie, Gheorghe Gh. Constantinescu (administratorul moșiei Flămânzi), s-a întâlnit la iarmarocul din Flămânzi cu mai mulți locuitori din comuna Frumușica, cărora le-a spus că pe ziua de 8 februarie să se adune în ograda administrației moșiei Flămânzi pentru a face cu ei învoielile agricole pentru vara anului curent.

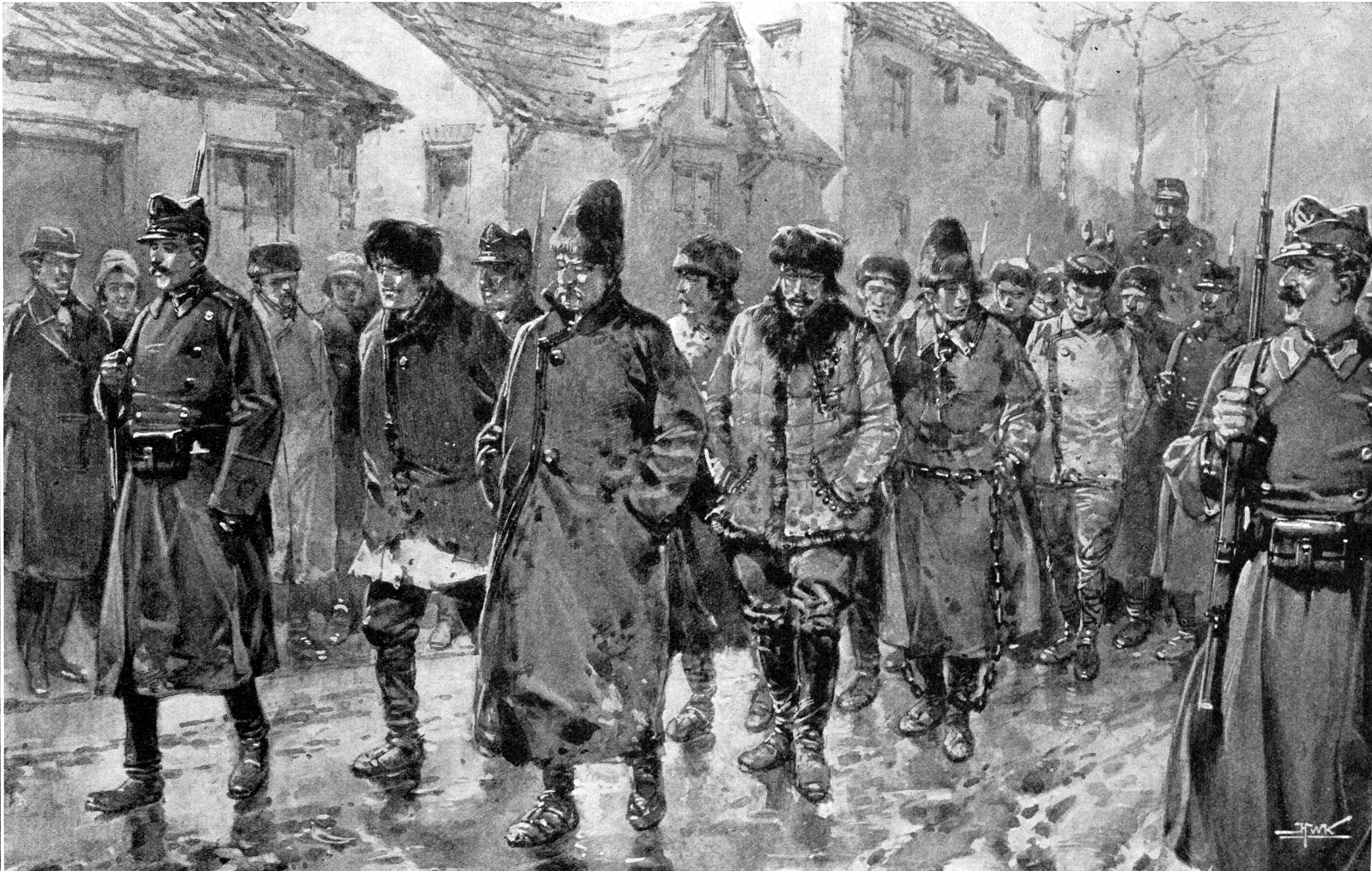
Infanteria escortează țăranii prin Piatra Neamț.

În noaptea de 7-8 februarie, le-a făcut cunoscut prin vătăjei și feciori boierești a se aduna pe ziua de 8 februarie. În ziua de 8 februarie s-au adunat la Primăria comunei Flămânzi, de dimineață, 400-500 de locuitori și o parte din comuna Copălău și alte sate ce cad pe teritoriul moșiei Flămânzi cu anexele ei. Între orele 10 -11 a trecut pe dinaintea primăriei Gheorghe Gh. Constantinescu, administratorul, cu trăsura, la administrația moșiei; ajunși aice, după ora 12 p.m., li s-a comunicat că „nu este aici, ce a plecat la cumnatul său C. Ciornei, secretarul primăriei, la masă…”; țăranii s-au sfătuit să-l aducă cu forța; pe la orele 13 și jumătate, Ciornei pleacă de acasă înspre primărie; locuitorii i-au spus să-l cheme; „sătenii erau foarte mulți adunați în drum, înaintea porții”; un locuitor s-a dus să-l cheme afară; apoi s-a dus un altul, care amenință că, „dacă nu iese afară să vorbească cu ei, îi devastează casa (casa secretarului Ciornei) și îi dau foc”.
Gheorghe Gh. Constantinescu a ieșit spunând că va veni arendașul Fischer pentru a încheia învoielile; unii au ripostat, că „dacă e administrator, pentru ce i-a chemat să stea flămânzi toată ziua”; unul din ei, Ioan Dumitru Dolhescu, l-a smucit de pe cerdac și apoi alții, pentru a-l aduce cu forța la primărie; Ioan N Dolhescu susține că Gheorghe Gh. Constantinescu l-a lovit pe dânsul cu o piatră în ochi. Grigore Th. Roman Grosu, Trifan Th. Roman Grosu, și pe urmă cu toții l-au maltratat foarte grav cu bețele în cap, Gheorghe Gh. Constantinescu având incapacitatea de lucru 15 zile după certificatul medico-legal. După ce l-au maltratat pe Gheorghe Gh. Constantinescu, s-au dus o parte din ei în ograda administrației moșiei, pentru a-l găsi pe contabilul moșiei, pentru a trata cu domnia sa și negăsindu-l, au luat la goană pe doi evrei.
Cancelaria moșiei n-au devastat-o. S-a cerut ajutorul armatei în ziua de 4 martie. Ni s-au trimis două escadroane de cavalerie în Hârlău; azi se află 1 batalion din Regimentul 13 „Ștefan cel Mare” în Hârlău, 1 escadron din Regimentul 8 Călărași la Deleni, 1 la Târgu Frumos, 50 vânători din Batalionul 8 la Cristești, pentru a-i împiedica pe răzvrătiții din comuna Bălușeni ce voiau să vie la Cristești, și o companie de 180 de oameni în comunele Tudora și Poiana Lungă, pentru a-i împiedica pe răzvrătiții din plasa Siret și județul Suceava ce încercau a răscula aceste două comune.”
Țăranii, speriați că vor rămâne fără locuri de muncă, și, mai ales, fără mâncare, au început să se comporte violent. Mochi Fischer s-a speriat și a fugit la un prieten de-al său din Cernăuți, lăsându-i pe țărani fără contracte semnate. Teama de a-și pierde locul de muncă, împreună cu niște presupuși instigatori austro-ungari, a provocat răscoala țăranilor. Aceasta s-a răspândit în curând în întreaga Moldovă, mai multe proprietăți ale latifundiarilor fiind distruse, și numeroși arendași fiind uciși sau răniți. Guvernul conservator (Partidul Conservator) nu a putut face față situației, astfel încât liberalii lui Dimitrie Sturdza au preluat puterea.

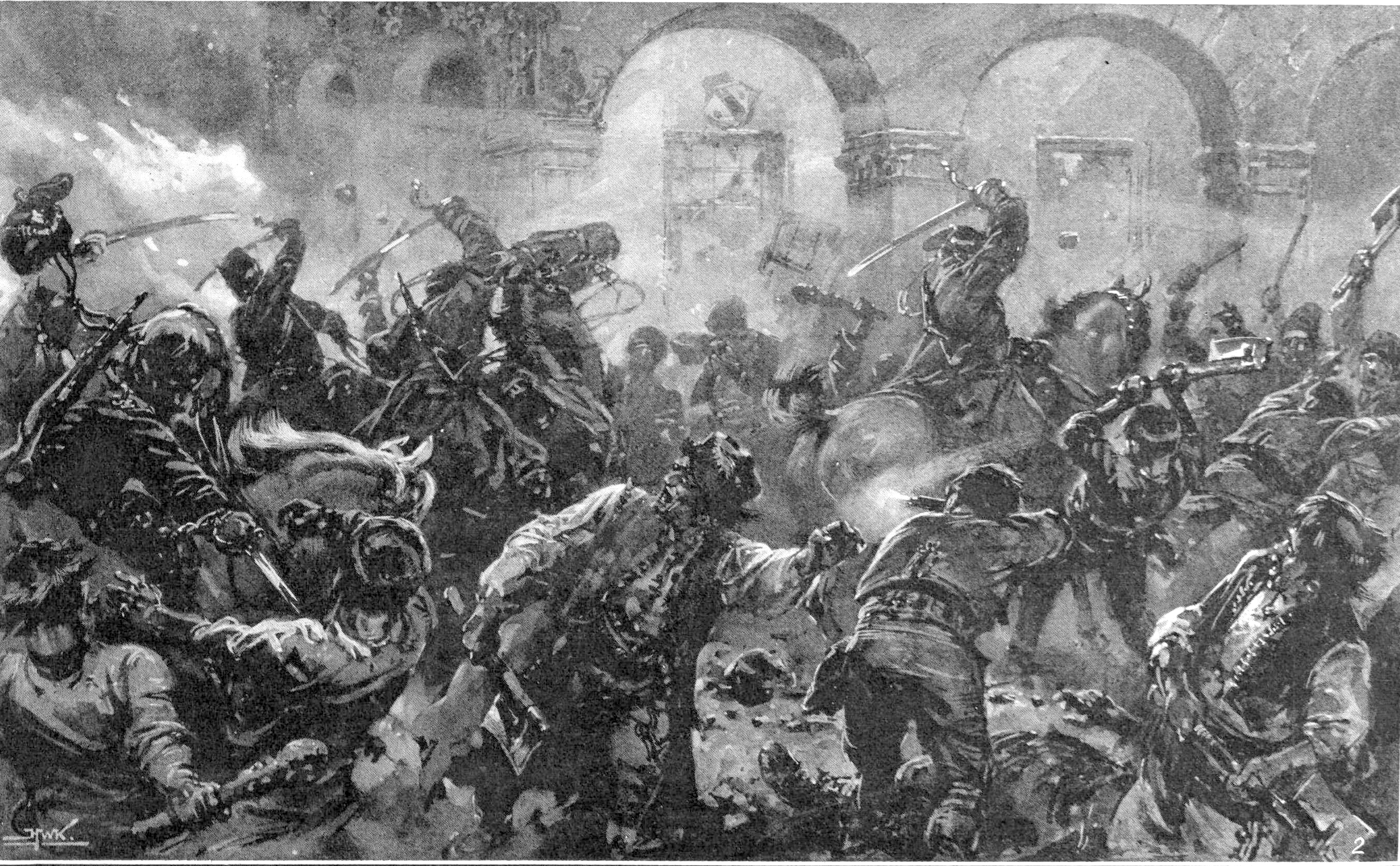
Ciocnire între cavaleria regală și țărani în Comănești.

La 18 martie a fost declarată starea de urgență, apoi mobilizarea generală, până la 29 martie numărul soldaților mobilizați ajungând la 140.000. Armata română a deschis focul asupra țăranilor, armata folosind chiar artileria în Oltenia, sate întregi fiind literalmente rase: aparent, 11.000 de țărani au fost omorâți Istoriografia occidentală contemporană vorbește adesea de 10.000 de morți în rândul țăranilor. Alte surse vorbesc însă de o cifră probabilă a morților de 9.000 de țărani. În epocă, istoricul Constantin C. Giurescu admitea că represiunea armatei a fost excesivă.
Cifrele de 10-11.000 sunt vehiculate, la acea dată, de ziare cu orientarea socialistă (Adevărul, Dimineața) fară a avea dovezi concrete, aceste cifre vor fi preluate mai târziu de cei ce vor comenta evenimentele, conform celor ce au studiat arhivele ar fi vorba de 2-3000 victime, bilanțul Ministerului de Interne arată că au fost trimiși în judecată 7807 „pentru devastări” și 164 pentru omoruri, alte rapoarte ale instituțiilor statului vorbesc de 421 morți, 112 răniți,  1751 arestați.
Numărul de morți raportat de diplomații aflați în România la acea dată au fost, după cum urmează: între 3.000 și 5.000 (cifrele diplomaților austrieci) și între 10.000 și 20.000 (cifrele diplomaților francezi). Istoricii pun cifrele între 3.000 și 18.000, cea mai des întâlnită fiind aceea de 11.000 de victime.
O altă evaluare a numărului de victime a fost făcută de generalul Gheorghe Dabija care în februarie 1910 a fost desemnat de către generalul Grigore Crăiniceanu să analizeze 32 de dosare care făceau referire la acest eveniment. Pe baza acestor documente, generalul Dabija a întocmit un raport de 117 pagini pe care l-a înaintat Ministerului de Război din care a rezultat că au fost împușcați 1786 țărani.

## Consecințe
Consecințele răscoalei au fost:

Răscoala, tablou de Octav Băncilă.

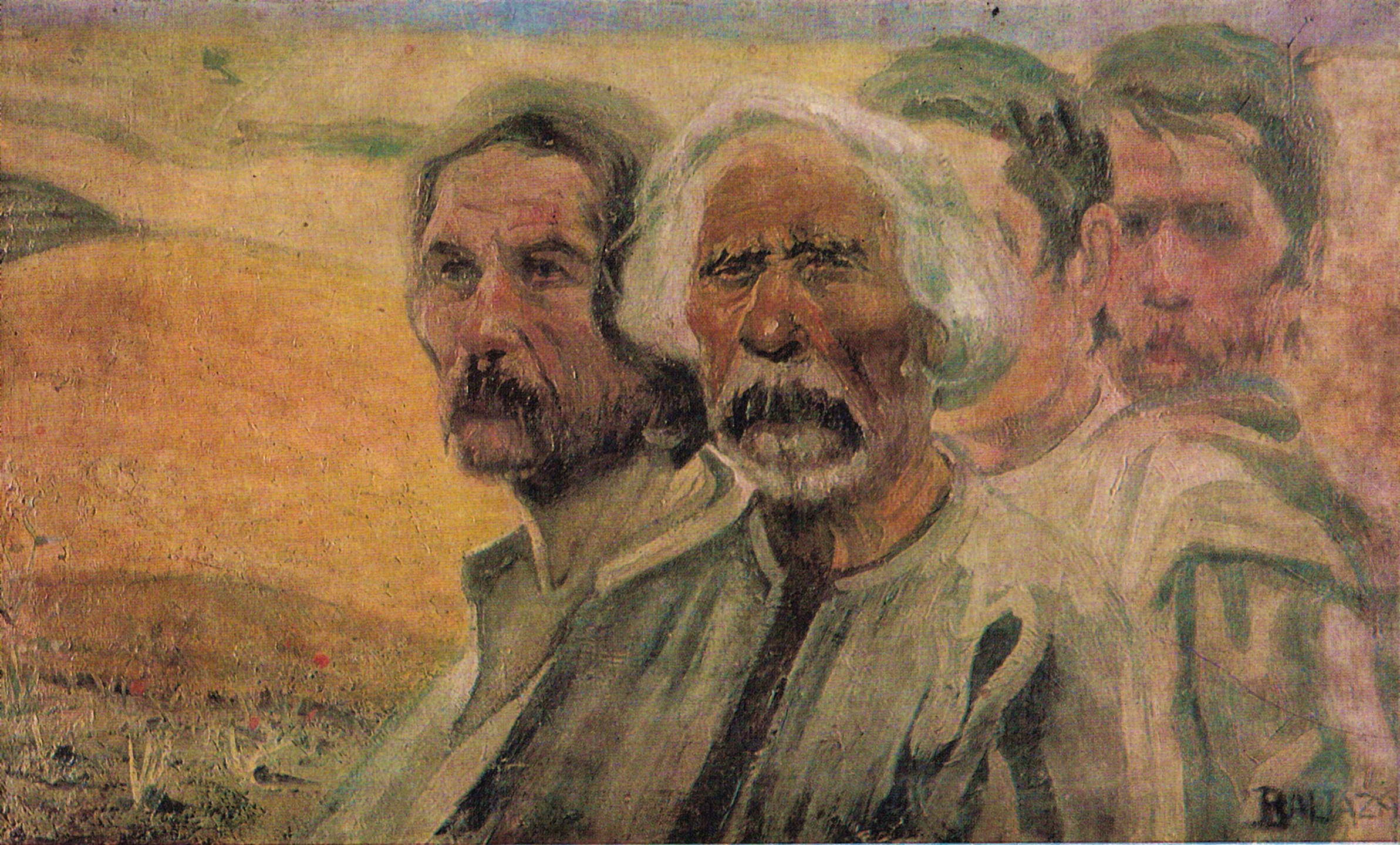
Țărani, Abgar Baltazar.

- Adoptarea unor măsuri pentru ameliorarea situației țărănimii: o lege nouă privind contractele agricole, înființarea unei bănci pentru creditul rural și a Casei Rurale sau abolirea trusturilor de arendași
- Demolarea mitului „țărănimii fericite”, docile și servile, așa-numită „talpă a țării”.
- Crearea în Occident a unei impresii nefavorabile despre România, considerată până atunci o țară pacifistă și aceasta datorită durității represiunii.
- Elita conducătoare a fost nevoită să-și revizuiască concepțiile și astfel a apărut o nouă generație în cadrul clasei politice.

## Impactul în literatură și artă
Evenimentele au continuat să răsune în conștiința română, fiind subiectul unuia dintre cele mai bune romane interbelice, Răscoala, de Liviu Rebreanu, publicat în 1932. Alt roman care prezintă viața țăranului român înainte și în timpul revoluției este Ciulinii Bărăganului de Panait Istrati
În ceea ce privește artele plastice românești, imaginea țăranului începe să apară în arta românească în secolele XIX și XX și aceasta sub influența romantismului francez. Dacă Nicolae Grigorescu (care a murit chiar în 1907) a reprezentat idilic viața rurală, Ștefan Luchian este primul artist plastic român care zugrăvește dramele cu care se confruntau țăranii din perioada Belle Époque. Astfel, tabloul La împărțitul porumbului, expus în 1906, devine un simbol al modificării modului în care este văzut țăranul în pictura română.
Surprinzând momente semnificative și dramatice ale răscoalei, operele pictorului Octav Băncilă au fost cenzurate în acea epocă, fiind acuzate în presă de tendință spre socialism morbid. Cea mai celebră astfel de lucrare este cea intitulată chiar 1907 reprezintă un țăran fugind disperat, printre răniți, de ploaia de gloanțe cu care fusese înăbușită răscoala. Alte asemenea lucrări ale lui Băncilă au fost: Înainte de 1907, Execuția, Recunoașterea, Pâinea noastră cea de toate zilele, Povestea răscoalelor, La sfat, Cap de țăran bătrân, Sub escortă, Înmormântarea, După răscoale, Historia.
Alți pictori care și-au îndreptat atenția către această temă socială au fost: Ștefan Dimitrescu, Camil Ressu, Ion Theodorescu Sion, Francisc Șirato, Apcar Baltazar.
Răscoala din 1907 a fost de asemenea sursa de inspirație și a unei statui monumentale care încă mai poate fi văzută la București.